# Wypisz, wymaluj... miłość
Wypisz, wymaluj... miłość (ang. Words and Pictures) – amerykański film fabularny z 2013 roku w reżyserii Freda Schepisiego, wyprodukowany przez wytwórnię Roadside Attractions.
Premiera filmu odbyła się 7 września 2013 podczas 38. Międzynarodowego Festiwalu Filmowego w Toronto. Osiem miesięcy później, 23 maja 2014, obraz trafił do kin na terenie Stanów Zjednoczonych.

## Fabuła
Film opisuje historię Jacka Marcusa (Clive Owen), który pracuje jako nauczyciel angielskiego w szkole średniej. Mężczyzna marzy o karierze pisarza, ale od lat bezskutecznie próbuje wydać książkę. Dla zaspokojenia pisarskich ambicji, Jack redaguje szkolną gazetkę. Swoje niepowodzenia topi w alkoholu, ma problemy w nawiązaniu bliskich relacji z dorosłym już synem. W jego szkole pojawia się Dina Delsanto (Juliette Binoche), Włoszka z pochodzenia, która była niegdyś cenioną malarką. Z powodu poważnej choroby kobieta maluje coraz rzadziej. Obydwoje czują się niespełnieni i nie potrafią znaleźć swego miejsca na ziemi, choć mają wielkie ambicje. Jack próbuje przekonać Dianę o wyższości słowa nad obrazem i rzuca jej wyzwanie, wciągając w tę rozgrywkę także uczniów. Ostra rywalizacja zamiast skłócić nauczycieli, zbliża ich do siebie.

## Obsada
- Clive Owen jako Jack Marcus
- Juliette Binoche jako Dina Delsanto
- Keegan Connor Tracy jako Ellen
- Bruce Davison jako Walt
- Amy Brenneman jako Elspeth
- Adam DiMarco jako Swint
- Valerie Tian jako Emily
- Navid Negahban jako Rashid
- Janet Kidder jako Sabine
- David Lewis jako Tom

## Odbiór

### Krytyka
Film Wypisz, wymaluj... miłość spotkał się z mieszaną reakcją krytyków. W serwisie Rotten Tomatoes 43% z dziewięćdziesięciu trzech recenzji filmu jest pozytywne (średnia ocen wyniosła 5,50 na 10). Na portalu Metacritic średnia ocen z 26 recenzji wyniosła 49 punktów na 100.